# David Harewood
Pour les articles homonymes, voir Harewood.

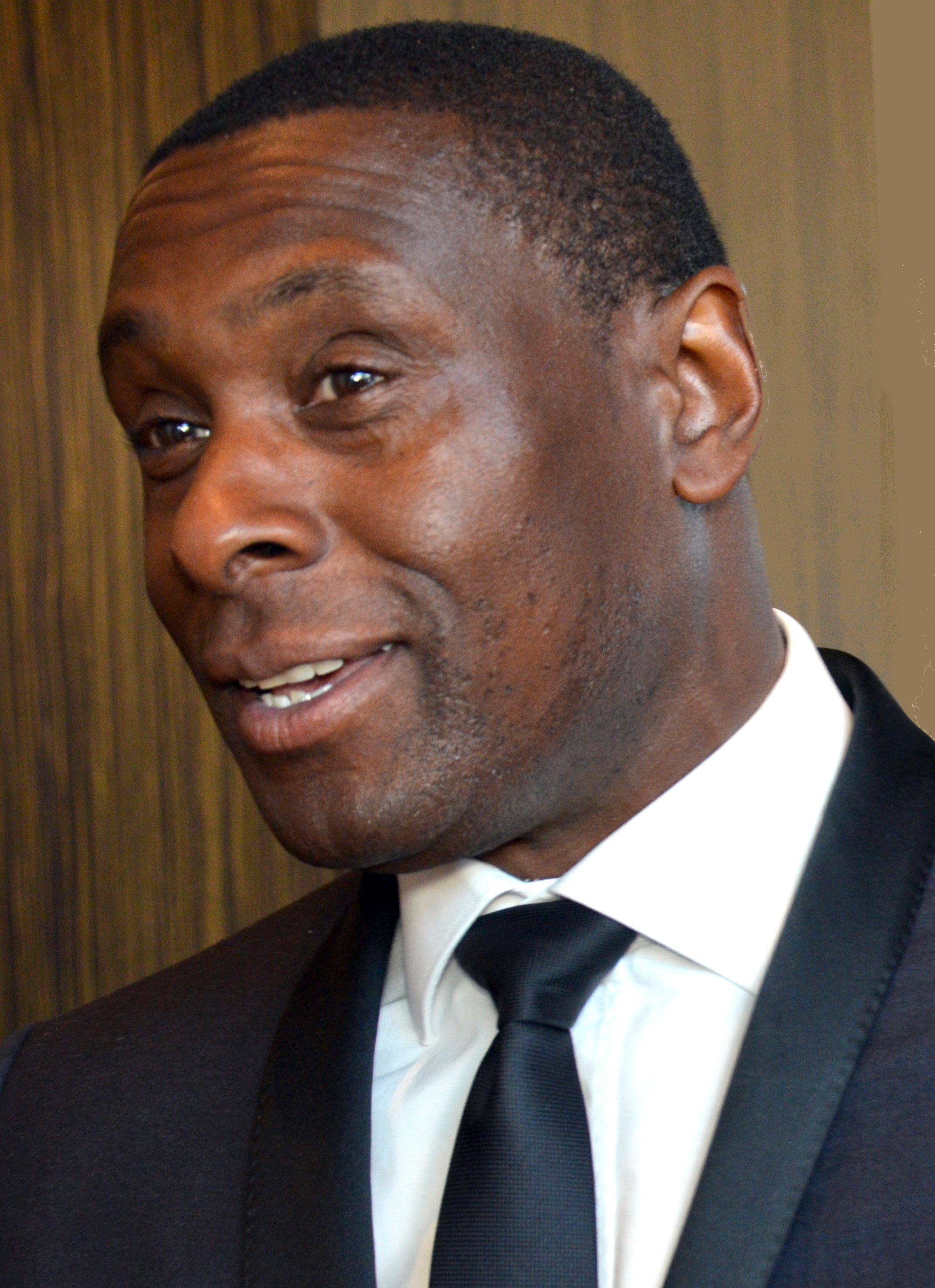
Harewood en 2015

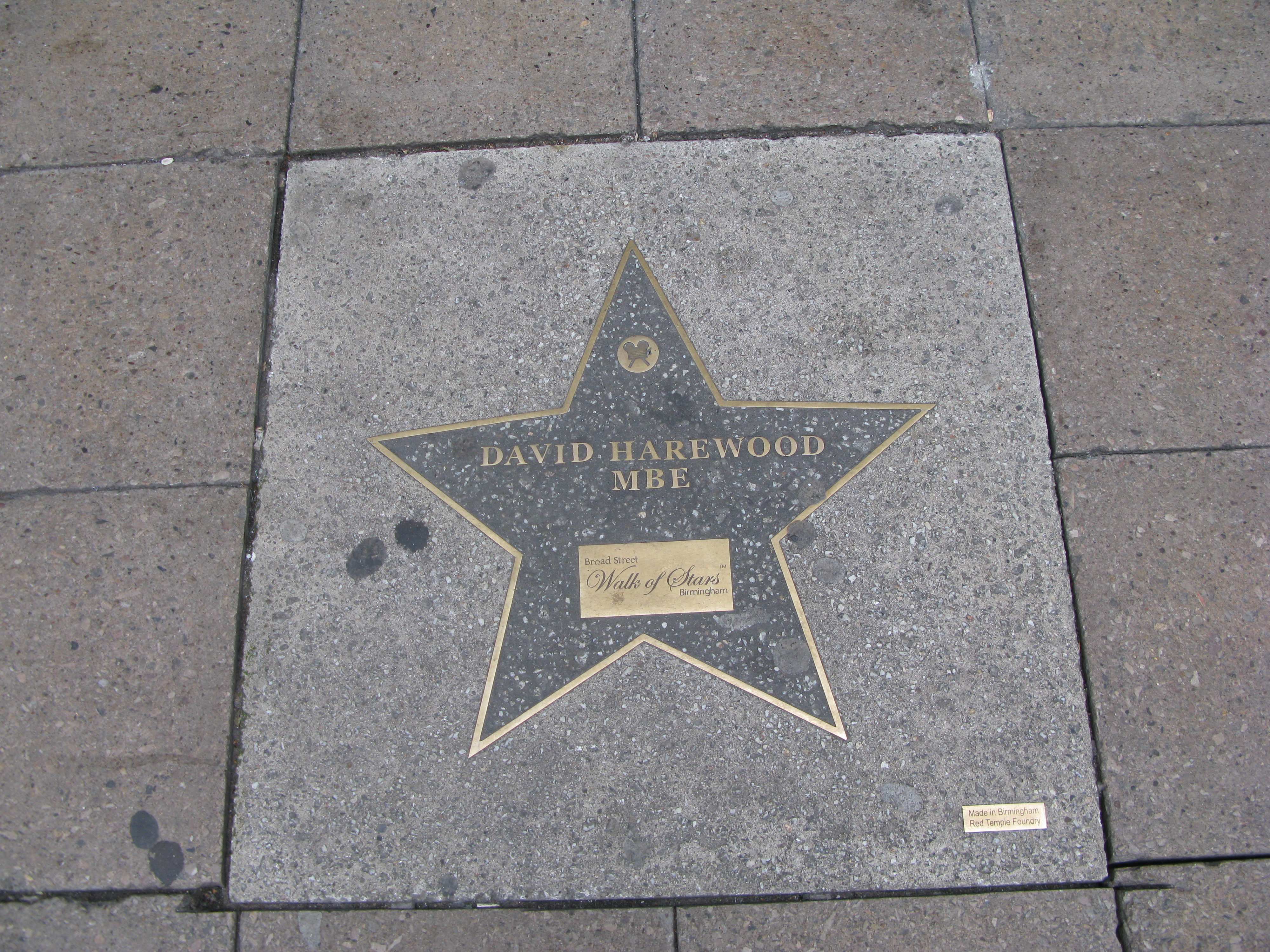
Étoile de David Harewood sur Broad Street

David Harewood, né le 8 décembre 1965 à Birmingham, est un acteur britannique.

## Biographie
Il a grandi dans la région de Birmingham. À l'école primaire, David a fait du basket-ball, du rugby et du football en particulier. Il était le gardien de but pour le côté Washwood Heath, qui a remporté le All-U16 (coupe), au Championnat d'Angleterre. Dans sa jeunesse, il a travaillé dans un bar, au centre de Birmingham. David a un frère qui s'appelle Marlon Harewood.

## Carrière
David a commencé sa carrière d'acteur à partir de 1990, avec un rôle dans The Hawk. Il l’a fait plusieurs apparitions à la télévision.
Il a joué le major Simon Brooks dans The Palace (2008). En 2009, il joue le rôle de Tuck dans la troisième saison de Robin des Bois.
Il est aussi apparu dans Doctor Who.
En 2010, David apparaît dans deux épisodes de la série télévisée Strike Back interprétant le Colonel Tshuma. Cette même année, il joue dans la pièce de théâtre « Bienvenue à Thèbes » au National Theatre de Londres, du 15 juin à septembre. Il a présenté l'émission télévisée Bienvenue à Lagos, un documentaire de la BBC parlant évidemment de la ville de Lagos. Il est notamment connu pour les rôles principaux de la série télévisée de 2011 à 2012 Homeland, et de 2015 à 2021 la série télévisée Supergirl.
En 2023, il prête ses traits et sa voix au présentateur de late-night show Mr. Door dans le jeu d'horreur de survie Alan Wake 2, du studio Remedy Entertainment.

## Filmographie

### Cinéma
- 1993 : The Hawk : Sergent Streete
- 1995 : Mad Dogs and Englishmen d'Henry Cole : Jessop
- 1998 : I Wonder Who's Kissing You Now : Moses
- 2004 : Le marchand de Venise : Prince du Maroc
- 2004 : Le Fil de la vie : Erito
- 2005 : Separate Lies : Inspecteur Marshall
- 2006 : Blood Diamond d'Edward Zwick : Capitaine Poison
- 2011 : Victim (en) : Mr. Ansah
- 2011 : The Hot Potato : Harrison
- 2012 : The Man Inside : Eugene Murdoch
- 2013 : Puzzle : Jake
- 2014 : A Midsummer Night's Dream : Oberon
- 2014 : SuperBob : UK Anchor
- 2015 : MI-5 Infiltration (Spooks: The Greater Good) : Warrender
- 2015 : Free in Deed : Abe Wilkins
- 2015 : Tulip Fever de Justin Chadwick : Prater
- 2016 : Grimsby : Agent trop spécial (The Brothers Grimsby) de Louis Leterrier
- 2022 : Wendell and Wild de Henry Selick : voix

### Télévision
- 1990 : Casualty : Paul Grant
- 1990 - 1997 : The Bill : Malcolm Jackson
- 1991 : Pirate Prince : Jean-Baptiste
- 1991 : Murder Most Horrid : Jonathan
- 1991 : Minder : Vinny Minder
- 1991 : For the Greater Good : David West
- 1991 - 1993 : Spatz : Derek Puley
- 1992 : Harnessing Peacocks : Terry
- 1993 : Medics : Nick
- 1993 : La Rédac : Le Docteur
- 1993 : Anna Lee: Headcase : Stevie Johnson
- 1993 : L'envol de Gabrielle : Steward
- 1993 : The Hawk : Sergent Streete
- 1994 : Capital Lives
- 1994 : Bermuda Grace : Trevor Watkins
- 1995 : Agony Again : Daniel
- 1995 : Game On : Paul Johnson
- 1995 : Hearts and Minds (en) : Trevor
- 1997 : Macbeth on the Estate : Macduff
- 1997 : Cold Feet : Amours et petits bonheurs : Sergent de la Police
- 1997 : Kavanagh (Kavanagh Q.C.) : David Adams
- 1998 : Ballykissangel : Henry
- 1998 : I Wonder Who's Kissing You Now : Moses
- 1999 - 2001 : Always and Everyone : Mike Gregson
- 1999 - 2003 : The Vice : D.I. Joe Robinson
- 2001 : The Fear : Storyteller
- 2001 - 2002 : Babyfather : Augustus Pottinger
- 2001 : An Unsuitable Job for a Woman : DI Peterson
- 2004 - 2005 : Fat Friends : Max Robertson
- 2004 : Affaires non classées : Angus Stuart
- 2006 : The Ruby in the Smoke : Matthew Bedwell
- 2006 : New Street Law : DI Branston
- 2007 : The Shadow in the North : Nicholas Bedwell
- 2007 : Flics toujours (New Tricks) : Martin Viner
- 2008 : Criminal Justice : Freddie Graham
- 2008 : The Last Enemy : Patrick Nye
- 2008 : The Palace : Major Simon Brooks
- 2009 - 2010 : Doctor Who : Joshua Naismith
- 2009 : Second Chance : Rob Jenkins
- 2009 : Tueur d'État (The Fixer) : Richard Millar (1 épisode)
- 2009 : Robin des Bois : Tuck
- 2009 : Gunrush : Robbie
- 2010 : Strike Back : Colonel Tshuma
- 2010 : Winnie, l'autre Mandela : Nelson Mandela
- 2011 - 2012 : Homeland ; David Estes
- 2012 : L'Île au trésor (Treasure Island) ; Billy Bones
- 2014 : Selfie : Sam Saperstein
- 2015 - 2021 : Supergirl : Hank Henshaw / J'onn J'onzz / Cyborg Superman
- 2016 : Superhero Fight Club 2.0 : Hank Henshaw / J'onn J'onzz (court-métrage)
- 2016 : The Night Manager : Joel Steadman
- 2017- 2019 : Flash : Hank Henshaw / J'onn J'onzz / Cyborg Superman (2 épisodes)
- 2019 : Le Maître du Haut Château : Equiano Hampton
- 2020 : Arrow : Hank Henshaw / J'onn J'onzz / Cyborg Superman (1 épisode)
- 2020 : Legends of Tomorrow : Hank Henshaw / J'onn J'onzz / Cyborg Superman (1 épisode)
- 2024 : The Acolyte : Sénateur Rayencourt

### Jeux vidéo
- 2011 : Battlefield 3: Capitaine Quinton Cole
- 2013 : Killzone: Shadow Fall: Directeur Thomas Sinclair, patron de la VSA
- 2016 : Call of Duty: Infinite Warfare: Sergent Omar
- 2023 : Alan Wake 2 : Mr. Door